# Josef Koukal
Josef Koukal (8. října 1869 – ???) byl český a československý politik a meziválečný senátor Národního shromáždění ČSR za Československou sociálně demokratickou stranu dělnickou.

## Biografie
Profesí byl ředitelem První pražské nemocenské pojišťovny v Moravské Ostravě. V roce 1929 se uvádí i jako předseda dozorčí rady Moravskoostravského družstva Budoucnost.
V parlamentních volbách v roce 1929 získal za Československou sociálně demokratickou stranu dělnickou senátorské křeslo v Národním shromáždění. V senátu setrval do roku 1935.